# Маріавітська церква

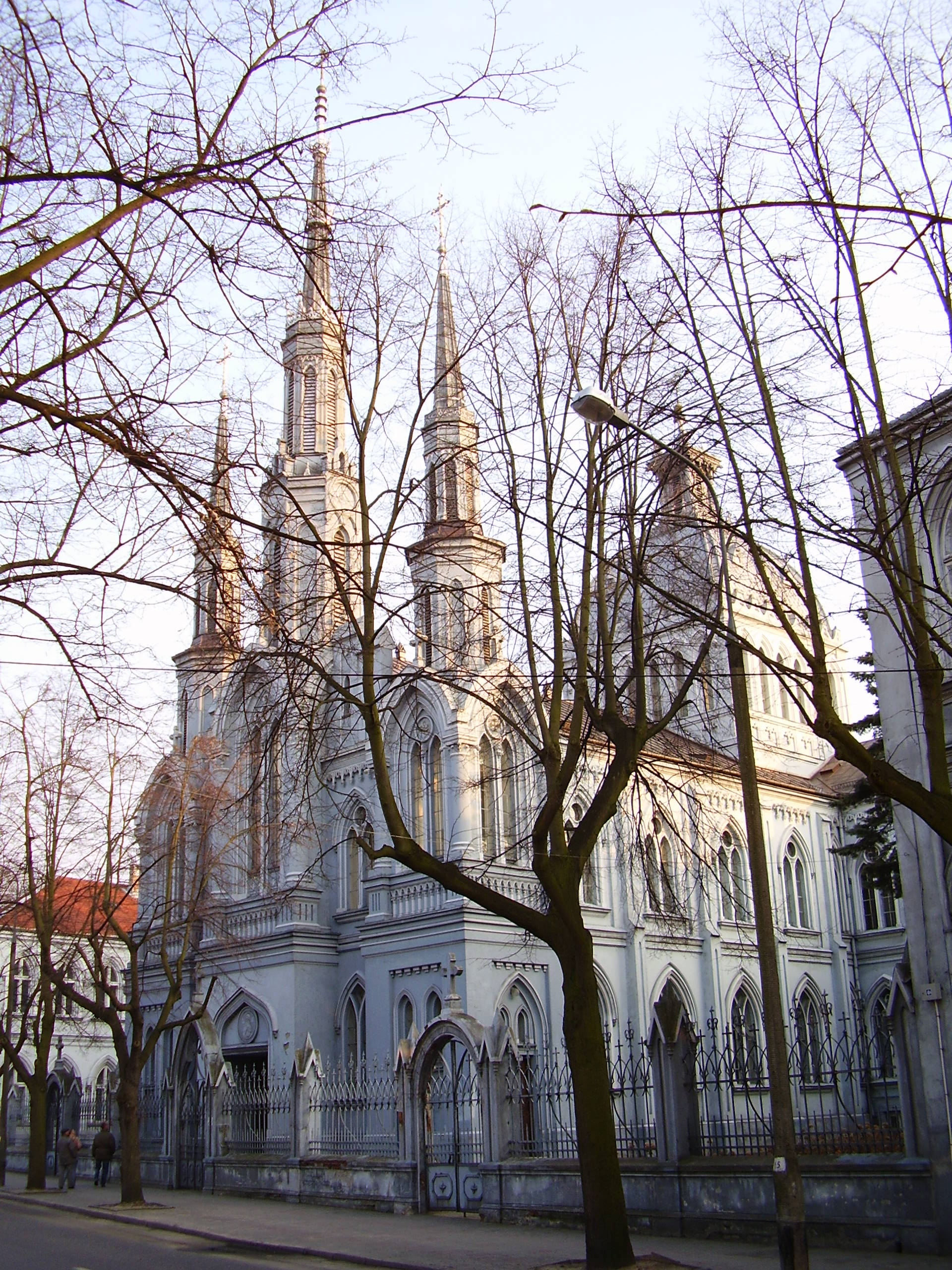
Храм Милосердя і Милості в Плоцьку

Маріавітизм (пол. Mariawityzm) — група християнських конфесій, що виникла у Польщі на межі XIX—ХХ століть; опирається на об'явлення Божого милосердя, яке отримала польська черниця Марія Францішка Козловська, котра після об'явлень почала виконувати місію із оздоровлення польського духовенства. Спершу громада маріавітів діяла в межах Римо-католицької церкви, зберігаючи її звичаї та практики набоженств, але у 1906 році, після екскомуніки, накладеної на засновницю руху та ксьондза Яна Ковальського Папою Римським Пієм X, виключена з неї.
У середині 1930-х років виник поділ, в результаті якого утворилися дві групи: Старокатолицький костел маріавітів та Католицький костел маріавітів.
Маріавітизм є оригінально польською конфесією та організаційно виводиться з гоноратського руху. Зараз (2010-ті) близько 30 тисяч вірян у Польщі належать до Маріавітської церкви. Громади маріавітів діють також у деяких країнах Західної Європи, Африки та обох Америк.

## Назва
Назва «Маріавітизм» походить від латинських слів «Mariae vitam imitantes» (ті, що наслідують життя Діви Марії). Ця назва демонструє наслідування життя Богородиці, її покори, любові, чистоти та молитви, а також поширення марійного культу.
За словами Марії Францішки, походження назви є надприродним. Вона походить із першого об'явлення у Справі Великого Милосердя: «Хочу, аби повстала Спільнота Священиків під назвою Маріавітів» (пол. Chcę, aby powstała Wspólnota Kapłanów o nazwie Mariawitów).
На початку XX століття опоненти руху образливо називали його псевдокатолицькою сектою, манкетництвом або ж козловітизмом.

## Історія
Рух, який латиною називався «Mariae vitam imitantes», протягом десятиліття від 1893 року існував як таємне католицьке братство, до складу якого входили й миряни. На початку 1903 року згромадження подало свій статут на розгляд католицьким єпископам і особисто Папі Пію Х. У вересні 1904 року за декретом святої інквізиції на діяльність маріавітського братства було накладено заборону.
Основними учасниками маріавітського руху на початку 1906 року були близько 70 священиків РКЦ, які викликали гнів єпископів «облудною містикою» та «проголошенням єресі». Найбільшого значення маріавіти надавали чудотворному образові Матері Божої Неустанної Помочі, який належить до східної християнської традиції.
У пресі Російської імперії, що виходила на теренах сучасної України, зазначалося, що на початку 1890-х рр. «чернець ордену капуцинів Гонорат з Нового Мяста» (Гонорат Козьмінський, нині блаженний Католицької Церкви) обмірковував план реформування католицького духівництва в напрямку більш аскетичного життя. Серед духовних дітей о. Гонората перебувала черниця Фелікса (Феліція) Козловська: вона отримала частково опрацьований план реформ і дещо переробила його спільно зі священиком Яном Ковальським, після чого заснувала у Плоцьку спільноту священиків-маріавітів. Гонорат був невдоволений змінами, внесеними до його плану, і незабаром припинив зносини з ініціаторами спільноти. Припускається, що маріавітизм розвинувся з одного з таємних жіночих чернечих згромаджень, заснованих Козьмінським в умовах заборони діяльності католицьких монастирів урядом Російської імперії, впродовж 1872—1898 рр., а саме — сестер убогих святої Матері Клари, до якого належала Козловська.
Наприкінці XIX століття у Луцько-Житомирській єпархії РКЦ траплялися окремі випадки долучення до маріавітизму.
5 грудня 1906 року Папа Пій X відлучив від церкви очільницю руху маріавітів Феліксу Козловську, що здобула від своїх шанувальників титул «Mateczka» («матінка»; в Апостольській Столиці її було названо особою, яка «має галюцинації і потребує медичного нагляду»), та одного з її найближчих сподвижників, священика Яна Ковальського. 29 грудня 1906 року російський імператор Микола II оголосив маріавітів «законно існуючою сектою під охороною закону» та надав їм право на безперешкодне визнання свого віровчення і здійснення релігійних обрядів за власними звичаями та правилами.
У середині весни 1908 року було анонсовано приїзд маріавітських місіонерів на Поділля, а наприкінці року сповіщено, що маріавіти для поширення свого вчення відправили трьох агітаторів до України та Росії; при цьому було зазначено, що в Одесі налічувалося близько 300 прихильників маріавітів, кілька знайшлося у Миколаєві, а в Києві «давно засновано гурток маріавітів». Того ж року настоятель римо-католицької каплиці при Рівненському реальному училищі, уродженець Поділля Генрик Яржимовський долучився до маріавітизму і навернув до руху кількох осіб. Незважаючи на потужний спротив священиків і вірян РКЦ, маріавітський рух поширювався серед мешканців Рівного: зокрема, влада легалізувала проведення обрядів маріавітів у місті. Серед учнів-поляків Рівненського реального училища був принаймні один маріавіт. Наприкінці літа 1910 року Яржимовський за дорученням Яна Ковальського прибув до Києва і звернувся до губернатора з проханням дозволити збудувати в місті маріавітську каплицю.
У 1911 році канцелярія варшавського генерал-губернатора розіслала губернаторам Королівства Польського загальне сповіщення про те, що уряд РІ дозволив збір пожертв у всіх маріавітських селах Королівства, а також у Віленській, Каунаській (територія сучасних Литви, Білорусі та частково Латвії) та Київській губерніях на спорудження маріавітського кафедрального собору в Плоцьку (Польща). Того ж року земельний відділ Київської міської думи надав земельну ділянку на Лук'янівському цвинтарі під маріавітське кладовище. Навесні міський голова Києва передав на розгляд земельної комісії клопотання, підтримане особисто Генриком Яржимовським, щодо надання земельної ділянки для спорудження маріавітського храму: будівництво передбачалося в районі Святославської або Обсерваторної вулиць. У червні до Києва прибув маріавітський священик Йосиф Грінкевич, який став настоятелем каплиці в будинку № 8 на вулиці Бульварно-Кудрявській. Відзначалося, що він виголошував проповіді литовською та польською мовами; при цьому факти використання української мови у маріавітських парафіях Києва та інших міст невідомі.
У грудні 1912 року було затверджено план маріавітського храму в Києві: членам релігійної громади було надано дозвіл на збір пожертв на його спорудження у Київській губернії. Земельну ділянку в розмірі 275 квадратних сажнів (приблизно 0,13 га) було надано на Новожилянській вулиці.
У травні 1913 року до Кам'янця-Подільського для пошуку адептів за дозволом міністерства внутрішніх справ Російської імперії мав прибути маріавітський місіонер Чеслав Червінський. Місцеве католицьке духовенство почало вживати всіх можливих заходів, щоб віряни «не ходили до маріавітського ксьондза». Перед тим, наприкінці осені 1912 року, в Кам'янці-Подільському римо-католицький священик Луковський потрапив на два тижні до в'язниці за те, що застерігав своїх парафіян від маріавітизму не лише з церковного амвона, а й у приватних розмовах.
У червні 1913 року повідомлялося, що маріавіти здобувають дедалі більше прихильників на Галичині через претензії політичного характеру до місцевого католицького єпископату.
Станом на 1914 рік каплиця маріавітів у Києві містилася в будинку № 34 на вулиці Бульварно-Кудрявській (знесений у 1980-х рр.). Ймовірно, саме цю каплицю двічі на місяць відвідував священик Чеслав Червінський, який приїздив з Варшави. Також маріавітська громада Києва перед І світовою війною орендувала під каплицю квартиру № 1а в будинку № 19 на вулиці Обсерваторній, навпроти якого мав бути збудований парафіяльний храм. У травні 1915 року Червінський звертався до міської управи з проханням, яке було задоволене, щодо спорудження сторожки на майбутньому будмайданчику. В описі будинку, складеному 1 березня 1918 pоку, повідомлялося, що «снаряд розбив підвал і все руйнується, ксьондзи, що найняли квартиру, з початку війни в полоні, а плата від небагатьох парафіян ледве збирається у подвійній кількості».
Станом на осінь 1928 року у Львівському воєводстві маріавітів «майже не було» — лише один мешкав у Львові.

## Поділ

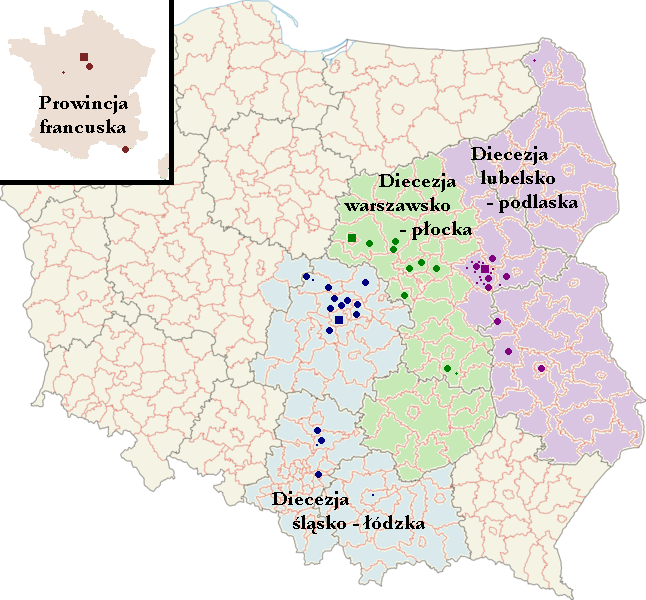
Карта єпархій Старокатолицької церкви маріавітів

Віряни-маріавіти проживають головно в Польщі та Франції, а також у діаспорі в США, Канаді, Німеччині, Аргентині, Камеруні, Габоні, Конго, Демократичній Республіці Конго, Італії, Швеції, Парагваї, Уругваї, Бразилії та Марокко.
У Старокатолицькій церкві маріавітів у 1935 році відбувся перший великий розлом; з роками чергові громади на світі почали відокремлюватися, що призвело до виникнення кількох незалежних маріавітських Церков, зокрема:
- Старокатолицька церква маріавітів[pl] з центром у Плоцьку
- Католицька церква маріавітів у Польщі[pl] з центром у Феліц'януві[pl]
- Католицька церква маріавітів у Камеруні[pl] з центром у Яунде
- Католицька церква маріавітів у Німеччині[pl] з центром у Кельні
- Старокатолицька церква маріавітів у Північній Америці[pl] з центром у Ваяндот
- Католицька церква маріавітів у Франції[pl] з центром у Нанті
- Католицька церква маріавітів у Аргентині[pl] з центром у Буенос-Айресі

Раніше маріавітські парафії існували на території сучасних Литви, Латвії, України, Білорусі, Росії, Угорщини та Великої Британії. На світі жили священики й черниці, що належали до маріавітських громад, проте працювали в інших християнських церквах, переважно старокатолицьких, зокрема, у США та Нідерландах.

## Сукупність поглядів
Маріавітизм базується на католицьких основах віри та моральності, що містяться у канонічних книгах Святого Письма (Старого та Нового Заповітів, а також на догматах, встановлених на перших семи Вселенських соборах та традиції неподіленої Церкви. Опирається він і на об'явленні Божого милосердя, отриманому засновницею маріавітизму, святою Марією Францішкою Козловською, яке вказує, що порятунок для світу, який загруз у гріхах, знаходиться у Христі, присутньому у Святому Причасті, та у закликах до неустанної помочі Богоматері. Непорочне зачаття Діви Марії та Вознесіння Діви Марії, попри те, що є оточеними особливою шаною, трактуються як правда віри, а не як догмат, тобто віра в них є вважається за обов'язкову для спасіння.
Маріавітські церкви не встановлюють догматів та не визнають догматів, оголошених після розколу Християнської церкви 1054 року, тому з догматичної точки зору, як і інші старокатолицькі Церкви, є ближчими до православ'я, ніж до римо-католицизму. Вони вважають, що лише екуменічний собор, який представлятиме усе християнство, може встановлювати догмати, що будуть обов'язковими для всіх християн. Крім того, вони не визнають першості жодного єпископа та непомильності людини в питаннях віри та моральності. Усі прислуги у маріавітській Церкві безкоштовні згідно із рекомендацією Христа: Ви дармо дістали, дармо й давайте (Матвія 10,8). Духовенство може приймати добровільні пожертви за релігійні прислуги, проте не може їх вимагати. Усі зобов'язані зберігати францисканський дух. Священиків у їх праці має надихати девіз: Усе для більшої слави Божої та честі Найсвятішої Діви Марії.
Прихильники маріавітизму визнають сім католицьких таїнств, хоча окремі громади мають різні погляди на форми таїнств. Віряни отримують причастя у вигляді хліба та вина. Маріавіти визнають догмати як дороговкази, тому не визнають екскомунік, і, як наслідок, не виключають зі свого грона інакодумців.
Найвищу шану маріавіти віддають Богові, єдиному в Святій Трійці Отцеві, Синові та Святому Духові. Центральним елементом культу є Свята Меса, яка уособлює спасительську Жертву Христа. Головним завданням маріавітів є поширення хвали для Найсвятішого Таїнства, яка в житті вірян має проявлятися у частому та гідному прийомі причастя та відправі адорації. Кожен вірянин мусить провести годинну адорацію Найсвятішого Таїнства щонайменше раз на місяць, а також брати участь в неділі та свята у месах. Духовенство та ченці зобов'язані проводити адорацію щоденно.
Особливою шаною оточена Матір Божа Неустанної Помочі; її ікони знаходяться у кожній маріавітський святині. Маріавіти віддають хвалу також святим, янголам та мученикам. Особливу повагу мають: св. Марія Францішка Козловська, св. Франциск Ассізький, св. Клара, св. Йосип, св. Анна, св. Альфонс, св. Людовік, Архангел Михаїл, апостоли та євангелісти. Проте в культі святих зберігається поміркованість, їх поведінка показується як приклад до наслідування, а внаслідок віри в communio sanctorum Церква визнає їх особливими посередниками між людьми та Христом. Церква вірить, що Господь чинить дива в людській душі, але не визнає чудодійних мощів, культу ікон та скульптур. Проте вона й не заперечує великої шани, якою варто оточувати релігійні образи та мощі й пам'ятки святих.
Маріавіти усі літургічні обряди та меси правлять народною мовою від 1907 року. Більшість богослужінь відбувається із виставленням Найсвятішого Таїнства. У Польщі меса правиться передом до табернакля у видозміненій формі тридентської меси.
У Католицькій церкві маріавітів у Польщі (так звана феліц'янувська деномінація) практикується священництво та єпископство жінок.